# Фіалка висока
Фіалка висока або фіялка висока (Viola elatior) — вид трав'янистих рослин родини фіалкові (Violaceae), поширений у більшій частині Європи, в західній і середній Азії.

## Опис

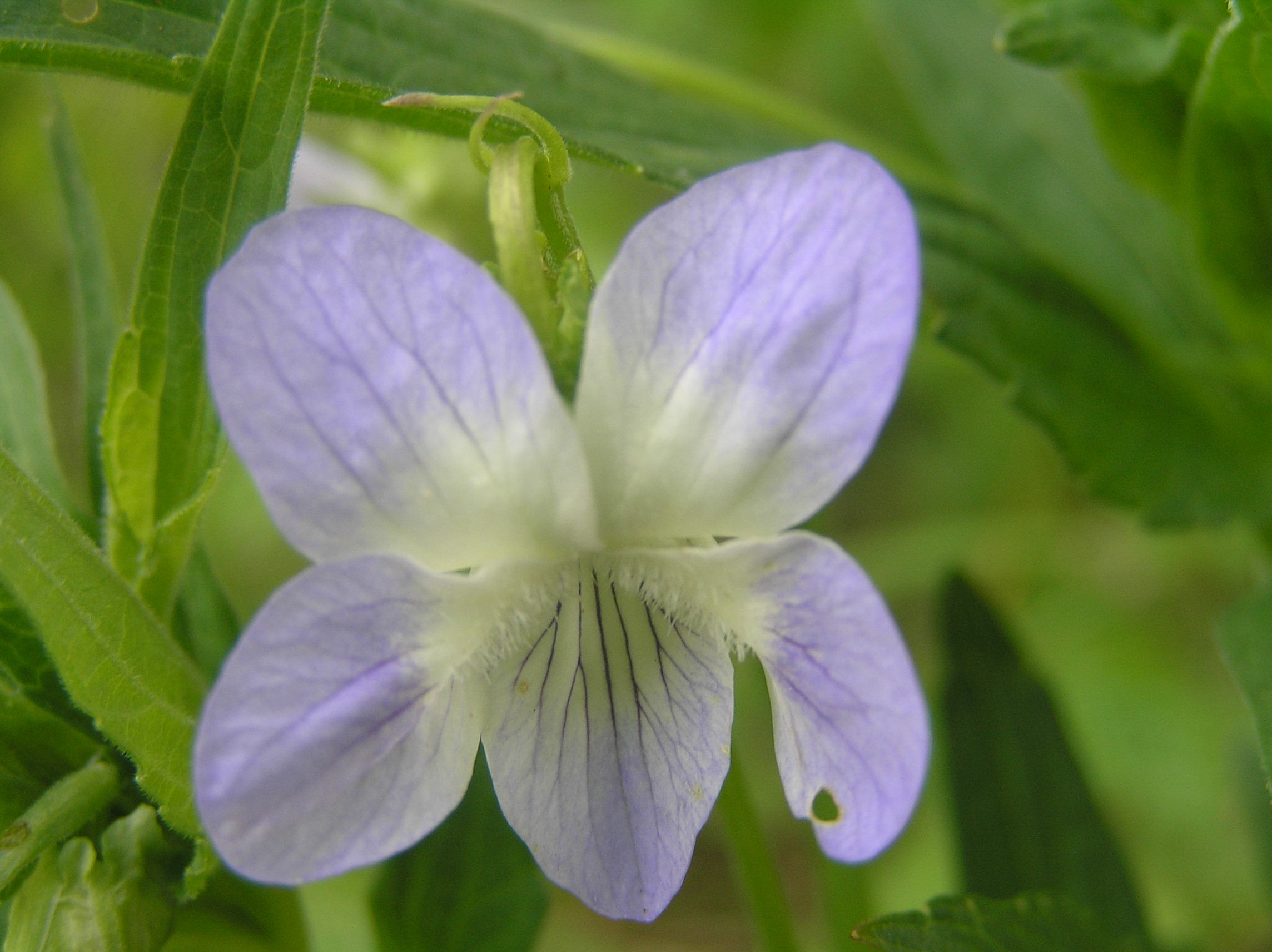

Багаторічна рослина 20–50 см заввишки. Листки від подовжено-трикутних до ланцетних; прилистки ланцетні, майже цілокраї, лише біля основи зубчасті. Квітки блакитні, діаметром 15–30 см. Рослина піднята, м'яковолоса. Базального листя немає; стеблове листя черешкове. Насіння зворотнояйцеподібне, вільна частина арилу менше 1/6 від довжини насіння, 2.1–2.4 x 1.2–1.4 мм; поверхня блискуча, від горіхово-коричневого до темно-коричневого забарвлення. 2n = 40.

## Екологія
Геофіт. Є запилення комахами, самозапилення в бутоні або відкритій квітці. Діаспори саморозповсюджуються або поширюються мурахами.

## Поширення
Європа: Естонія, Латвія, Литва, Молдова, Росія, Україна, Австрія, Чехія, Словаччина, Німеччина, Угорщина, Польща, Швейцарія, Болгарія, Боснія-Герцеговина, Словенія, Сербія, Італія, Румунія, Франція; Азія: Китай, Казахстан, Киргизстан, Таджикистан, Туркменістан, Узбекистан, Росія, Іран, Азербайджан, Грузія.
В Україні зростає на узліссях, у чагарниках — у Лісостепу, Степу та Г. Криму. Входить у переліки видів, які перебувають під загрозою зникнення на територіях Житомирської, Закарпатської, Київської областей.